# 张小夫
张小夫（1954年—），中国大陆作曲家，中国现代电子音乐的领头人，同时也是国际电子音乐联合会（CIME-ICEM）成员国主席，中华人民共和国文化部优秀专家，现担任中央音乐学院中国现代电子音乐中心主任。

## 生平
张小夫于1954年出生于中国吉林省长春市，曾在长春市歌舞团担任过巴松和二胡的演奏员以及乐队指挥和作曲。1977年考入中央音乐学院作曲系，毕业留校任教后于1988年被中华人民共和国文化部公派至法国留学，并在1992年获得巴黎高等师范学院音乐系博士学位，次年获得瓦良兹音乐学院现代电子音乐作曲大师班的硕士学位。
张小夫学成归国后，于1993年在中央音乐学院创办了中国现代电子音乐中心。

## 贡献和荣誉
张小夫在音乐创作时将交响乐、中国传统音乐和现代电子音乐相结合，尝试并打破了音乐、戏剧与歌剧之间的界线，这种横跨与结合多种艺术领域的创作在中国现代作曲家群体中并不多见。
张小夫填补了中国在电子音乐领域的空白，且通过创办和组织一年一度的北京国际电子音乐节，帮助中国电子音乐与国际接轨，并将中国文化的审美观念带入了国际电子音乐领域。
张小夫于1994年入选了英国剑桥《世界名人录》。

## 著名作品列表
- 《不同空间的对话》
- 《北海咏叹》
- 《诺日朗》
- 《脸谱》
- 《原野》（话剧）